# Listă de filme britanice din 1941
Aceasta este o listă de filme britanice din 1941:

## Lista
| Titlu                            | Regizor                     | Distribuție                                   | Gen                      | Note                                       |
| -------------------------------- | --------------------------- | --------------------------------------------- | ------------------------ | ------------------------------------------ |
| 49th Parallel                    | Michael Powell              | Eric Portman, Laurence Olivier, Leslie Howard | World War II             |                                            |
| An Airman's Letter to His Mother | Michael Powell              | John Gielgud                                  | Documentary              |                                            |
| Atlantic Ferry                   | Walter Forde                | Michael Redgrave, Valerie Hobson              | Drama                    |                                            |
| The Common Touch                 | John Baxter                 | Geoffrey Hibbert, Greta Gynt                  | Drama                    |                                            |
| Cottage to Let                   | Anthony Asquith             | Leslie Banks, Alastair Sim, John Mills        | Drama                    |                                            |
| Crook's Tour                     | John Baxter                 | Basil Radford, Naunton Wayne                  | Comedy                   |                                            |
| Dangerous Moonlight              | Brian Desmond Hurst         | Anton Walbrook, Sally Gray                    | Drama                    |                                            |
| Danny Boy                        | Oswald Mitchell             | David Farrar, Wilfrid Lawson                  | Drama                    |                                            |
| East of Piccadilly               | Harold Huth                 | Judy Campbell, Sebastian Shaw                 | Mystery                  |                                            |
| Facing the Music                 | Maclean Rogers              | Bunny Doyle, Betty Driver                     | Comedy                   |                                            |
| The Farmer's Wife                | Norman Lee, Leslie Arliss   | Basil Sydney, Wilfrid Lawson                  | Drama                    |                                            |
| Fingers                          | Herbert Mason               | Clifford Evans, Leonora Corbett               | Drama                    |                                            |
| Freedom Radio                    | Anthony Asquith             | Clive Brook, Diana Wynyard                    | Drama                    |                                            |
| Gasbags                          | Walter Forde, Marcel Varnel | Bud Flanagan, Chesney Allen                   | Comedy                   |                                            |
| The Ghost of St. Michael's       | Marcel Varnel               | Will Hay, Claude Hulbert                      | Comedy/thriller          |                                            |
| The Ghost Train                  | Walter Forde                | Arthur Askey, Kathleen Harrison               | Comedy                   |                                            |
| He Found a Star                  | John Paddy Carstairs        | Vic Oliver, Sarah Churchill                   | Musical                  |                                            |
| Hi Gang!                         | Marcel Varnel               | Bebe Daniels, Ben Lyon                        | Comedy                   |                                            |
| I Thank You                      | Marcel Varnel               | Arthur Askey, Richard Murdoch                 | Comedy                   |                                            |
| Inspector Hornleigh Goes To It   | Walter Forde                | Gordon Harker, Alastair Sim, Phyllis Calvert  | Comedy/crime             |                                            |
| Jeannie                          | Harold French               | Barbara Mullen, Michael Redgrave              | Comedy                   |                                            |
| Kipps                            | Carol Reed                  | Michael Redgrave, Diana Wynyard               | Comedy                   |                                            |
| Love on the Dole                 | John Baxter                 | Deborah Kerr, Clifford Evans                  | Drama                    |                                            |
| Major Barbara                    | Gabriel Pascal              | Wendy Hiller, Rex Harrison                    | Drama                    | Adaptation of the George Bernard Shaw play |
| The Man at the Gate              | Norman Walker               | Wilfrid Lawson, Kathleen O'Regan              | Drama                    |                                            |
| My Wife's Family                 | Walter C. Mycroft           | Charles Clapham, John Warwick, Patricia Roc   | Comedy                   |                                            |
| Old Bill and Son                 | Ian Dalrymple               | Morland Graham, John Mills                    | Comedy                   |                                            |
| Old Mother Riley in Business     | John Baxter                 | Arthur Lucan, Kitty McShane                   | Comedy                   |                                            |
| Old Mother Riley's Circus        | Thomas Bentley              | Arthur Lucan, Kitty McShane                   | Comedy                   |                                            |
| Old Mother Riley's Ghosts        | John Baxter                 | Arthur Lucan, Kitty McShane                   | Comedy                   |                                            |
| Once a Crook                     | Herbert Mason               | Gordon Harker, Sydney Howard                  | Crime                    |                                            |
| Penn of Pennsylvania             | Lance Comfort               | Deborah Kerr, Clifford Evans                  | Historical/drama         |                                            |
| "Pimpernel" Smith                | Leslie Howard               | Leslie Howard, Mary Morris                    | Thriller                 |                                            |
| The Prime Minister               | Thorold Dickinson           | John Gielgud, Diana Wynyard                   | Biopic                   |                                            |
| Quiet Wedding                    | Anthony Asquith             | Margaret Lockwood, Derek Farr                 | Comedy                   |                                            |
| The Saint's Vacation             | Leslie Fenton               | Hugh Sinclair, Sally Gray                     | Mystery                  |                                            |
| The Seventh Survivor             | Leslie S. Hiscott           | Felix Aylmer, Jane Carr                       | Thriller                 |                                            |
| Sheepdog of the Hills            | Germain Burger              | David Farrar, Philip Friend                   | Drama                    |                                            |
| Ships with Wings                 | Sergei Nolbandov            | John Clements, Leslie Banks                   | War                      |                                            |
| South American George            | Marcel Varnel               | George Formby, Linden Travers                 | Comedy                   |                                            |
| Spellbound                       | John Harlow                 | Derek Farr, Vera Lindsay                      | Drama                    |                                            |
| Spring Meeting                   | Walter C. Mycroft           | Enid Stamp-Taylor, Michael Wilding            | Comedy                   |                                            |
| Target for Tonight               | Harry Watt                  | Royal Air Force personnel                     | World War II documentary |                                            |
| That Hamilton Woman              | Alexander Korda             | Laurence Olivier, Vivien Leigh                | Historical drama         |                                            |
| This England                     | David MacDonald             | John Clements, Constance Cummings             | Historical               |                                            |
| This Man Is Dangerous            | Lawrence Huntington         | James Mason, Gordon McLeod, Margaret Vyner    | Thriller                 | Alternative title: The Patient Vanishes    |
| Tower of Terror                  | Lawrence Huntington         | Wilfrid Lawson, Michael Rennie                | Thriller                 |                                            |
| Turned Out Nice Again            | Marcel Varnel               | George Formby, Peggy Bryan                    | Comedy                   |                                            |
| You Will Remember                | Jack Raymond                | Robert Morley, Emlyn Williams                 | Musical                  |                                            |